# Mihály Lantos
Mihály Lantos   (Budapest, 29 de setembre de 1928 - Budapest, 31 de desembre de 1989), també conegut com a Mihály Lendenmayer, fou un futbolista hongarès de la dècada de 1950 i entrenador.

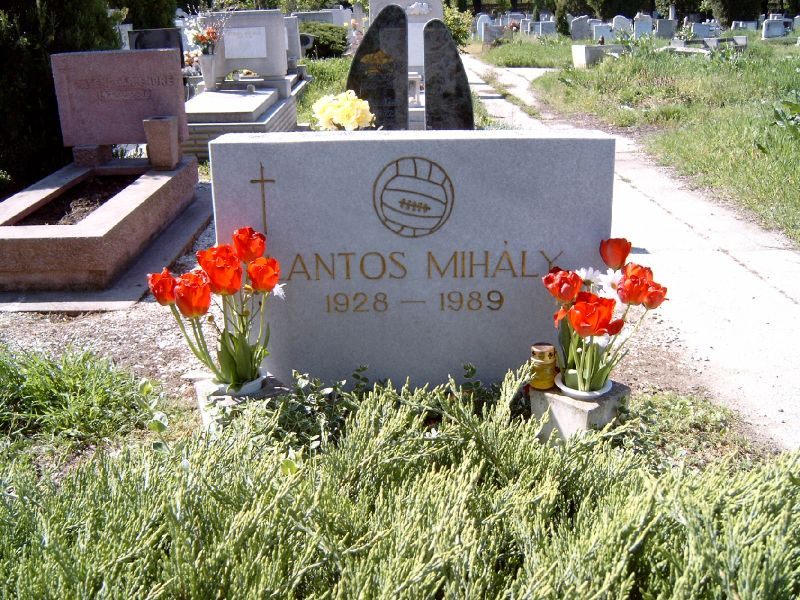
Tomba de Mihály Lantos.

Defensà els colors del MTK Hungária FC. Fou internacional amb la selecció d'Hongria, coneguda com els poderosos magiars, amb la qual guanyà els Jocs Olímpics de 1952 i el Campionat d'Europa Central el 1953. També disputà la Copa del Món de futbol de 1954.

## Palmarès
MTK Hungária FC
- Lliga hongaresa de futbol (3): 1951, 1953, 1958
- Copa hongaresa de futbol: 1952
- Copa Mitropa: 1955

Hongria
- Jocs Olímpics d'Estiu 1952: 1952
- Campionat d'Europa Central: 1953
- Finalista de la Copa del Món de Futbol: 1954